# Primera División 1972/73
Die Primera División 1972/73 war die 42. Spielzeit der höchsten spanischen Fußballliga. Sie startete am 2. September 1972 und endete am 20. Mai 1973.

## Vor der Saison
- Als Titelverteidiger ging der 15-fache Meister Real Madrid ins Rennen. Letztjähriger Vizemeister wurde der FC Valencia.
- Aufgestiegen aus der Segunda División sind Real Oviedo, CD Castellón und Real Saragossa.

## Vereine
| Verein              | Stadt                 | Stadion                   |
| ------------------- | --------------------- | ------------------------- |
| CF Barcelona        | Barcelona             | Camp Nou                  |
| Español Barcelona   | Barcelona             | Estadi Sarrià             |
| Atlético Bilbao     | Bilbao                | Estadio San Mamés         |
| Burgos CF           | Burgos                | El Plantío                |
| CD Castellón        | Castellón de la Plana | Estadio Castalia          |
| Real Gijón          | Gijón                 | El Molinón                |
| FC Granada          | Granada               | Estadio Los Cármenes      |
| Deportivo La Coruña | La Coruña             | Estadio Riazor            |
| UD Las Palmas       | Las Palmas            | Estadio Insular           |
| Real Madrid         | Madrid                | Estadio Santiago Bernabéu |
| Atlético Madrid     | Madrid                | Estadio Vicente Calderón  |
| CD Málaga           | Málaga                | Estadio La Rosaleda       |
| Real Oviedo         | Oviedo                | Estadio Carlos Tartiere   |
| Real Sociedad       | San Sebastián         | Estadio de Atotxa         |
| Real Saragossa      | Saragossa             | La Romareda               |
| Betis Sevilla       | Sevilla               | Estadio Benito Villamarín |
| FC Valencia         | Valencia              | Estadio Luis Casanova     |
| Celta Vigo          | Vigo                  | Estadio Balaídos          |

## Abschlusstabelle
| Pl. | Verein              | Sp. | S  | U  | N  | Tore    | Diff. | Punkte |
| --- | ------------------- | --- | -- | -- | -- | ------- | ----- | ------ |
| 1.  | Atlético Madrid (P) | 34  | 20 | 8  | 6  | 049:290 | +20   | 48:20  |
| 2.  | CF Barcelona        | 34  | 18 | 10 | 6  | 041:210 | +20   | 46:22  |
| 3.  | Español Barcelona   | 34  | 17 | 11 | 6  | 043:430 | ±0    | 45:23  |
| 4.  | Real Madrid (M)     | 34  | 17 | 9  | 8  | 045:290 | +16   | 43:25  |
| 5.  | CD Castellón (N)    | 34  | 13 | 9  | 12 | 044:380 | +6    | 35:33  |
| 6.  | FC Valencia         | 34  | 12 | 10 | 12 | 037:330 | +4    | 34:34  |
| 7.  | Real Sociedad       | 34  | 13 | 8  | 13 | 037:390 | −2    | 34:34  |
| 8.  | Real Saragossa (N)  | 34  | 10 | 14 | 10 | 036:360 | ±0    | 34:34  |
| 9.  | Atlético Bilbao     | 34  | 12 | 9  | 13 | 041:380 | +3    | 33:35  |
| 10. | CD Málaga           | 34  | 11 | 11 | 12 | 033:290 | +4    | 33:35  |
| 11. | UD Las Palmas       | 34  | 11 | 9  | 14 | 038:440 | −6    | 31:37  |
| 12. | Real Oviedo (N)     | 34  | 9  | 12 | 13 | 033:440 | −11   | 30:38  |
| 13. | FC Granada          | 34  | 9  | 11 | 14 | 025:320 | −7    | 29:39  |
| 14. | Real Gijón          | 34  | 11 | 7  | 16 | 032:370 | −5    | 29:39  |
| 15. | Celta Vigo          | 34  | 10 | 9  | 15 | 030:370 | −7    | 29:39  |
| 16. | Betis Sevilla       | 34  | 7  | 14 | 13 | 029:360 | −7    | 28:40  |
| 17. | Deportivo La Coruña | 34  | 7  | 13 | 14 | 022:440 | −22   | 27:41  |
| 18. | Burgos CF           | 34  | 9  | 6  | 19 | 036:630 | −27   | 24:44  |

Platzierungskriterien: 1. Punkte – 2. Direkter Vergleich (Punkte, Tordifferenz, geschossene Tore) – 3. Tordifferenz – 4. geschossene Tore

| (M) | amtierender Meister              |
| (P) | amtierender Pokalsieger          |
| (N) | Neuaufsteiger der letzten Saison |

## Kreuztabelle
| 1972/73             | Atlético Madrid | CF Barcelona | Español Barcelona | Real Madrid | CD Castellón | FC Valencia | Real Sociedad | Real Saragossa | Atlético Bilbao | CD Málaga | UD Las Palmas | Real Oviedo | FC Granada | Real Gijón | Celta Vigo | Betis Sevilla | Deportivo La Coruña | Burgos CF |
| ------------------- | --------------- | ------------ | ----------------- | ----------- | ------------ | ----------- | ------------- | -------------- | --------------- | --------- | ------------- | ----------- | ---------- | ---------- | ---------- | ------------- | ------------------- | --------- |
| Atlético Madrid     |                 | 2:0          | 0:0               | 1:2         | 1:0          | 1:3         | 2:1           | 0:0            | 2:1             | 1:1       | 2:1           | 2:1         | 2:1        | 0:1        | 5:1        | 2:1           | 3:1                 | 4:2       |
| CF Barcelona        | 0:0             |              | 0:1               | 1:0         | 3:1          | 0:0         | 1:0           | 1:1            | 1:0             | 0:0       | 3:1           | 3:1         | 3:0        | 3:1        | 2:0        | 2:0           | 3:1                 | 2:0       |
| Español Barcelona   | 2:1             | 1:1          |                   | 1:0         | 1:0          | 3:0         | 1:1           | 3:1            | 0:0             | 1:0       | 4:0           | 3:0         | 2:1        | 3:0        | 4:2        | 2:2           | 2:1                 | 2:0       |
| Real Madrid         | 0:1             | 0:0          | 1:0               |             | 2:0          | 2:1         | 6:1           | 0:0            | 3:3             | 2:0       | 2:1           | 3:0         | 2:1        | 1:0        | 1:0        | 1:1           | 0:0                 | 2:0       |
| CD Castellón        | 1:1             | 4:0          | 2:0               | 2:3         |              | 1:3         | 3:0           | 1:1            | 1:4             | 1:0       | 2:1           | 2:0         | 0:0        | 1:0        | 5:1        | 3:1           | 2:0                 | 3:1       |
| FC Valencia         | 1:2             | 0:1          | 1:0               | 0:1         | 4:2          |             | 1:0           | 0:0            | 4:1             | 2:1       | 0:0           | 2:2         | 0:0        | 1:0        | 1:0        | 2:0           | 0:1                 | 3:0       |
| Real Sociedad       | 0:1             | 2:0          | 4:1               | 1:1         | 0:0          | 2:1         |               | 3:0            | 1:0             | 1:1       | 1:0           | 1:2         | 1:0        | 0:0        | 1:0        | 2:1           | 2:0                 | 5:1       |
| Real Saragossa      | 1:1             | 0:2          | 1:0               | 0:0         | 0:1          | 0:1         | 1:1           |                | 3:2             | 1:1       | 1:0           | 3:0         | 2:0        | 3:1        | 2:2        | 3:2           | 5:0                 | 2:0       |
| Atlético Bilbao     | 1:0             | 0:1          | 1:0               | 2:1         | 1:1          | 2:0         | 2:1           | 1:0            |                 | 2:0       | 1:0           | 3:3         | 0:1        | 2:0        | 1:1        | 1:1           | 3:0                 | 4:0       |
| CD Málaga           | 0:1             | 2:1          | 0:1               | 1:0         | 1:1          | 1:1         | 3:0           | 2:1            | 0:0             |           | 0:1           | 1:1         | 3:0        | 1:0        | 1:0        | 0:0           | 4:1                 | 3:0       |
| UD Las Palmas       | 2:2             | 2:1          | 0:2               | 1:1         | 0:1          | 1:0         | 1:0           | 1:1            | 1:0             | 1:3       |               | 2:1         | 1:0        | 1:1        | 0:0        | 2:0           | 3:0                 | 4:1       |
| Real Oviedo         | 0:2             | 0:0          | 1:2               | 1:2         | 0:0          | 3:1         | 1:1           | 2:0            | 2:1             | 0:0       | 3:0           |             | 3:0        | 1:0        | 0:0        | 0:0           | 0:0                 | 1:0       |
| FC Granada          | 0:1             | 0:2          | 2:2               | 1:2         | 1:1          | 1:1         | 2:0           | 0:0            | 0:0             | 2:0       | 1:0           | 4:0         |            | 1:0        | 1:0        | 0:0           | 2:0                 | 2:0       |
| Real Gijón          | 2:3             | 1:1          | 0:0               | 1:0         | 1:0          | 1:1         | 3:0           | 3:0            | 2:0             | 2:0       | 2:2           | 1:0         | 2:0        |            | 3:1        | 1:0           | 0:0                 | 1:2       |
| Celta Vigo          | 0:1             | 0:0          | 1:1               | 3:0         | 2:0          | 1:0         | 0:1           | 1:2            | 1:0             | 1:0       | 3:1           | 4:2         | 0:0        | 3:0        |            | 0:0           | 1:0                 | 1:0       |
| Betis Sevilla       | 1:0             | 0:2          | 2:2               | 2:1         | 2:0          | 0:0         | 1:1           | 1:1            | 0:0             | 0:1       | 0:2           | 0:0         | 0:0        | 2:0        | 1:0        |               | 2:0                 | 5:1       |
| Deportivo La Coruña | 1:1             | 0:1          | 0:0               | 0:0         | 1:1          | 1:1         | 1:2           | 0:0            | 2:1             | 1:0       | 2:2           | 1:1         | 0:0        | 2:1        | 1:0        | 2:0           |                     | 2:1       |
| Burgos CF           | 0:1             | 0:0          | 1:1               | 2:3         | 2:1          | 2:1         | 1:0           | 3:0            | 5:1             | 2:2       | 3:3           | 0:1         | 2:1        | 2:1        | 0:0        | 2:1           | 0:0                 |           |

## Nach der Saison
Internationale Wettbewerbe
- 1. – Atlético Madrid – Europapokal der Landesmeister
- 2. – CF Barcelona – UEFA-Pokal
- 3. – Español Barcelona – UEFA-Pokal
- 4. – Real Madrid – UEFA-Pokal
- Gewinner der Copa del Rey – Atlético Bilbao – Europapokal der Pokalsieger

Absteiger in die Segunda División
- 16. – Betis Sevilla
- 17. – Deportivo La Coruña
- 18. – FC Burgos

Aufsteiger in die Primera División
- Real Murcia
- FC Elche
- Real Santander

## Pichichi-Trophäe
Die Pichichi-Trophäe wird jährlich für den besten Torschützen der Spielzeit vergeben.
| Pl. | Nat.         | Spieler                | Verein            | Tore |
| --- | ------------ | ---------------------- | ----------------- | ---- |
| 1   | Spanien 1945 | Marianín               | Real Oviedo       | 19   |
| 2   | Spanien 1945 | Luis Aragonés          | Atlético Madrid   | 16   |
| 3   | Argentinien  | Roberto Martínez       | Español Barcelona | 14   |
| 4   | Spanien 1945 | Germán Dévora          | UD Las Palmas     | 13   |
| 5   | Spanien 1945 | José María Araquistain | Real Sociedad     | 11   |
|     | Spanien 1945 | Manuel Clares          | CD Castellón      | 11   |

## Die Meistermannschaft von Atlético Madrid
| 1.              | Atlético Madrid |
| Atlético Madrid | - Tor: Pacheco Gómez (17/-); Rodri (17/-) - Abwehr: José Luis Capón (22/-); Iselín Ovejero (21/2); Quique Vicente (21/-); Julio Iglesias (17/-); Francisco Melo (17/-); Jesús Martínez Jayo (16/-); Eusebio (13/-) - Mittelfeld: Adelardo (33/3); Javier Irureta (30/8); Alberto Fernández (28/1); Domingo Benegas (27/1); Ignacio Salcedo (19/3); Leal (9/1) - Sturm: Luis Aragonés (32/16); Heraldo Bezerra (30/6); José Eulogio Gárate (24/5); José Ufarte (24/1); Pataco (1/-) - Trainer: Max Merkel |